# Morte di Adolf Hitler

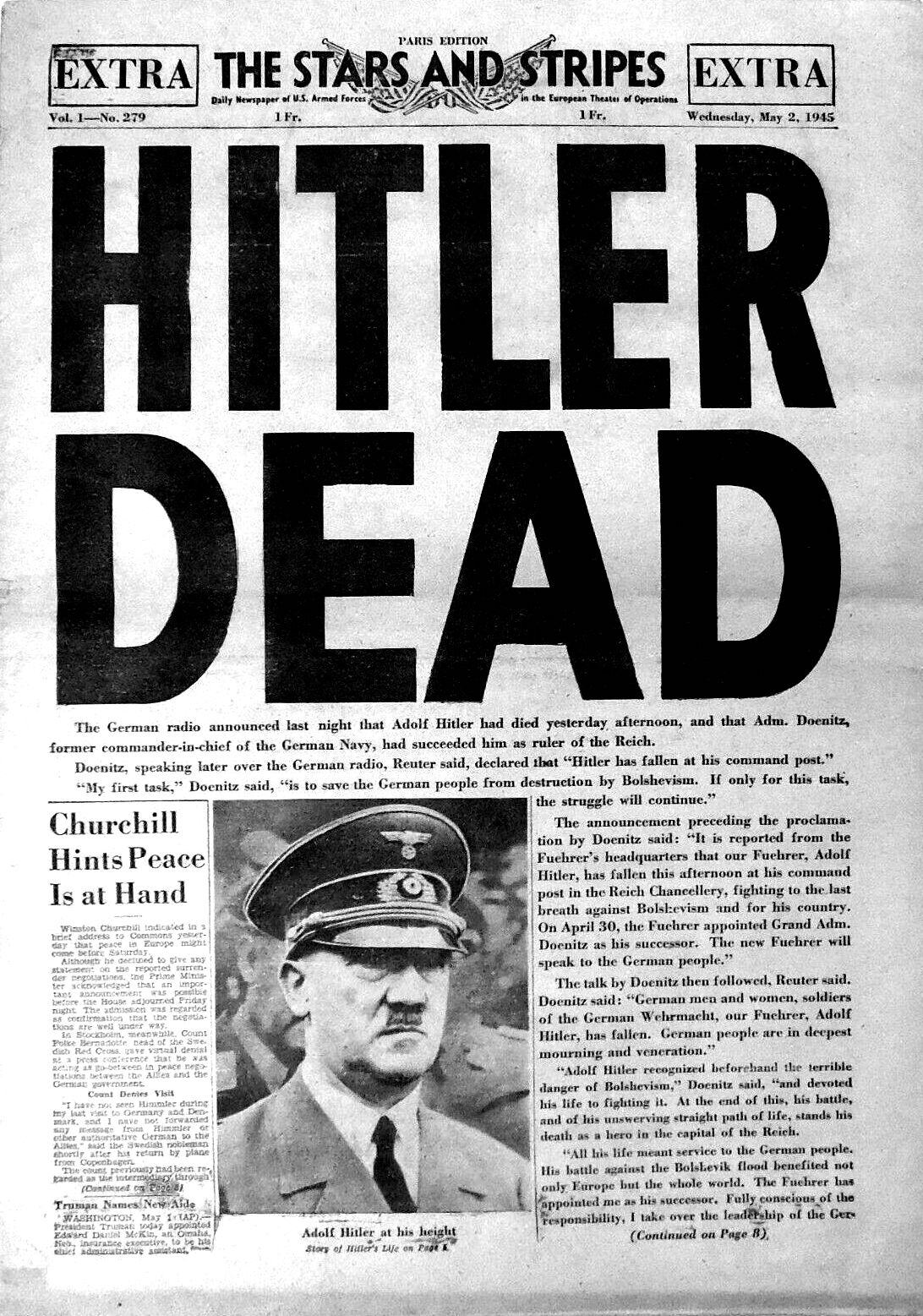
La copertina del giornale delle forze armate statunitensi The Stars and Stripes nell'edizione del 2 maggio 1945

La morte di Adolf Hitler avvenne il 30 aprile 1945, nella fase finale della battaglia di Berlino, per suicidio con un colpo di pistola alla testa presso il suo Führerbunker a Berlino.
Sua moglie Eva Braun seguì la stessa sorte, ingerendo cianuro. In quel pomeriggio, secondo le istruzioni date precedentemente dallo stesso Adolf Hitler, i loro resti vennero portati attraverso le scale verso l'uscita d'emergenza del bunker, furono cosparsi di benzina e dati alle fiamme nel giardino della cancelleria del Reich, al di fuori dal bunker. In base ad alcuni documenti tratti dagli archivi dell'Unione Sovietica, è stato dimostrato che i resti carbonizzati sono stati successivamente recuperati e seppelliti in altri luoghi, fino al 1970, quando furono nuovamente esumati, cremati e quindi ne furono disperse le ceneri. I servizi segreti sovietici del KGB hanno sempre dichiarato il ritrovamento del cadavere bruciato e che l'identità fosse stata confermata grazie all'impronta dentale. Ancora oggi queste circostanze costituiscono argomento delle teorie del complotto. Nel 2018, a seguito di un'analisi biomedica dei denti di Hitler, è stato confermato che il dittatore tedesco morì nel suo bunker a Berlino il 30 aprile del 1945.

## Storia

### La vigilia della caduta di Berlino

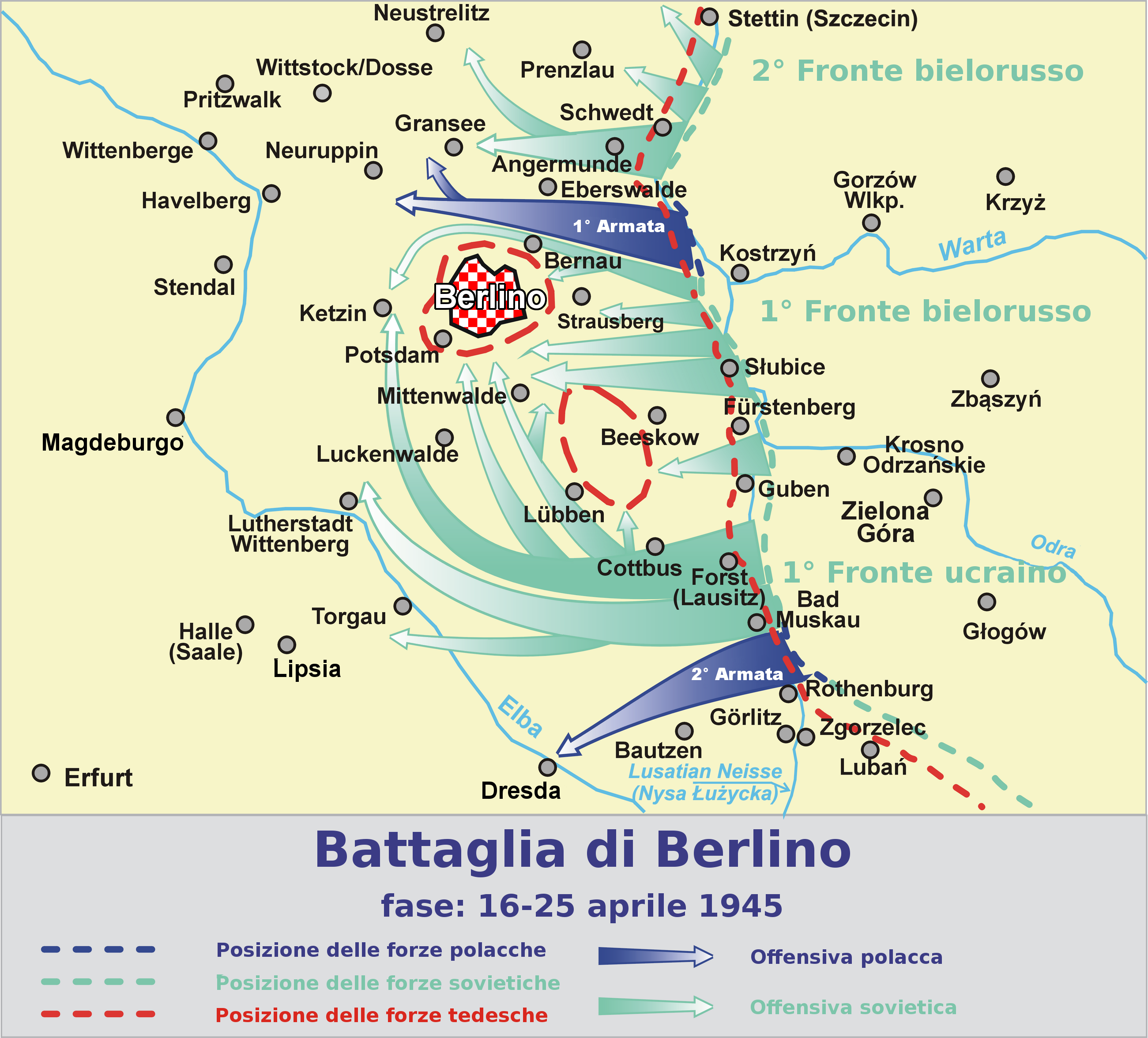
Movimenti dell'Armata Rossa nell'area di Berlino dal 16 al 26 aprile 1945

All'inizio del 1945 la situazione militare della Germania era ad un passo del collasso totale: la Polonia era caduta sotto l'avanzare delle forze sovietiche, che ormai si apprestavano ad attraversare il fiume Oder, tra Küstrin e Francoforte, con l'obiettivo di occupare Berlino. Le forze tedesche avevano recentemente perso contro gli Alleati durante l'offensiva delle Ardenne, contro le forze britanniche e canadesi che attraversavano il Reno nel cuore industriale tedesco della Ruhr. Le forze statunitensi, presenti nel sud, avevano preso la Lorena e stavano avanzando verso Magonza, Mannheim e il Reno, mentre in Italia l'esercito tedesco stava ripiegando verso nord, spinto dall'avanzata degli statunitensi e dalle truppe del Commonwealth che avanzavano attraverso il Po e nelle Prealpi. In parallelo alle azioni militari, gli Alleati si erano incontrati a Jalta, tra il 4 e l'11 febbraio, per discutere la conclusione della guerra in Europa.
Hitler, che stava assistendo a una rapida disintegrazione del Terzo Reich, si ritirò, il 16 gennaio 1945, nel suo Führerbunker a Berlino e, per la leadership nazista, era ormai chiaro che la battaglia di Berlino sarebbe stata la battaglia finale della guerra. Alcuni dei 325 000 soldati tedeschi dell'Heeresgruppe B vennero circondati e catturati il 18 aprile, lasciando la strada per Berlino aperta alle forze statunitensi, che l'11 aprile attraversarono l'Elba, circa cento chilometri a ovest della città. Nel frattempo, il 16 aprile l'Armata Rossa attraversava l'Oder, dando inizio alla battaglia delle alture di Seelow, su quel lato, l'ultima grande linea difensiva a protezione di Berlino. Il 19 aprile i tedeschi erano in ritirata dalle alture di Seelow, mentre Berlino iniziò a essere bombardata dall'artiglieria sovietica per la prima volta il 20 aprile, che culminò nella sera del 21, quando carri armati dell'Armata Rossa raggiunsero la periferia della città.

### Gli ultimi giorni

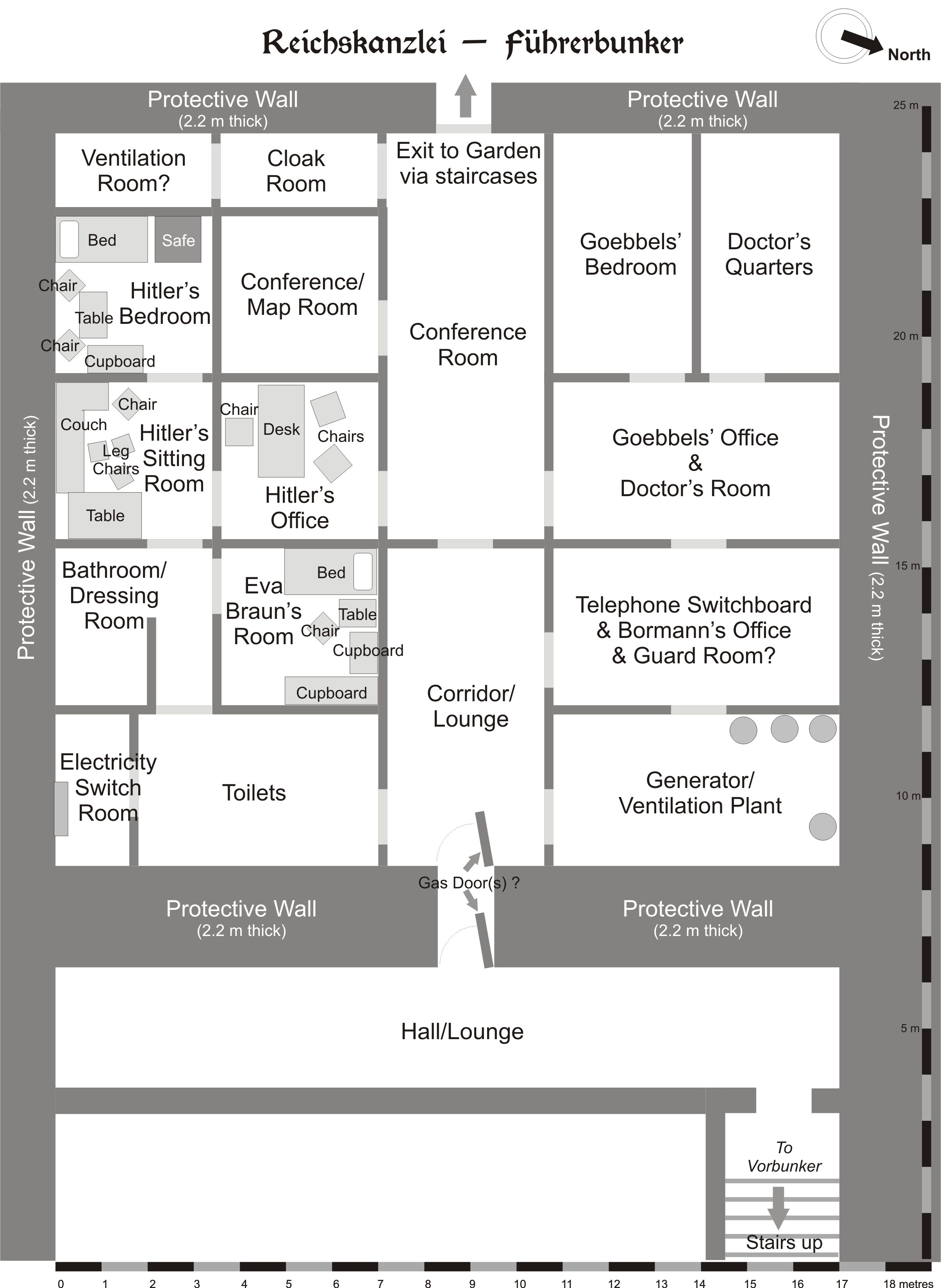
Rappresentazione schematica del Führerbunker

Nel pomeriggio del 22 aprile, durante una riunione fondamentale, Hitler subì un collasso nervoso quando venne informato che gli ordini trasmessi a Felix Steiner, generale delle SS in forza all'Armeeabteilung Steiner nella continua difesa di Berlino, erano stati disattesi. Hitler lanciò un'invettiva contro il tradimento e l'incompetenza dei suoi comandanti, che culminò per la prima volta nell'esternazione che, secondo lui, la guerra era perduta, per poi annunciare che sarebbe rimasto a Berlino fino alla fine, per poi togliersi la vita. Più tardi, nello stesso giorno chiese al medico delle SS Werner Haase quale fosse il metodo più affidabile per suicidarsi: Haase suggerì di utilizzare il metodo "pistola e veleno", combinando una dose di cianuro con un colpo di pistola alla testa. Quando il feldmaresciallo e capo della Luftwaffe Hermann Göring venne a conoscenza di ciò, inviò un telegramma a Hitler chiedendo il permesso di assumere la leadership del Reich, in accordo con il decreto dello stesso Hitler del 1941 in cui si nominava Göring suo successore, ma l'influente segretario di Hitler, Martin Bormann, convinse Hitler che Göring stesse tentando un colpo di Stato. In risposta, Hitler informò Göring che sarebbe stato giustiziato se non si fosse dimesso: più tardi, quello stesso giorno sollevò Göring da tutti i suoi incarichi e ne ordinò l'arresto.
Il 27 aprile Berlino venne non solo completamente tagliata fuori dal resto della Germania, ma si persero anche le comunicazioni radio sicure con le unità in difesa, con lo staff di comando presente nel bunker, bunker che doveva dipendere da linee telefoniche per il passaggio di istruzioni e ordini, oltre che dalla radio pubblica per le notizie e informazioni.. Il 28 aprile un rapporto della BBC proveniente dalla Reuters riportò una copia di un messaggio consegnato ad Hitler. Tale messaggio affermava che il Reichsführer-SS Heinrich Himmler si era offerto di arrendersi agli Alleati occidentali: l'offerta era stata rifiutata e Himmler aveva lasciato intendere agli Alleati che aveva l'autorità per negoziare una resa, ma Hitler considerò questo un tradimento, così nel pomeriggio, la sua rabbia e l'amarezza si scagliarono contro Himmler: Hitler ordinò l'arresto di Himmler, giustiziando Hermann Fegelein, rappresentante delle SS di Himmler (e cognato di Eva Braun) a Berlino.
In quel momento l'Armata Rossa era avanzata verso Potsdamer Platz e vi erano ormai prove certe che stavano preparando l'assalto alla cancelleria del Reich: questa notizia, combinata con il tradimento di Himmler, spinse Hitler a prendere le ultime decisioni della sua vita. Dopo la mezzanotte del 29 aprile 1945, Hitler sposò Eva Braun in una piccola cerimonia civile tenutasi nella stanza della mappa all'interno del Führerbunker. Successivamente, Hitler organizzò un modesto pranzo di nozze con la novella sposa, quindi si recò con la sua segretaria, Traudl Junge, in un'altra stanza e dettò il suo testamento, per poi firmare questi documenti alle 04:00 e ritirarsi a letto.
Nel corso del 29 aprile, Hitler apprese della morte del suo alleato Benito Mussolini, giustiziato dai partigiani italiani, il cui corpo, assieme a quello della sua amante Clara Petacci e di altri gerarchi fascisti, fu poi appeso in piazzale Loreto a Milano ed esposto al pubblico ludibrio: è probabile che questi eventi rafforzarono la risolutezza di Hitler di non consentire a se stesso o alla moglie di subire la stessa sorte, come aveva precedentemente dettato nel suo testamento. Quel pomeriggio Hitler espresse dubbi circa l'efficacia delle capsule di cianuro che aveva ricevuto attraverso le SS di Himmler. Al fine di verificarne la potenza, Hitler ordinò al dottor Werner Haase di testarle sul suo cane Blondi, che morì immediatamente.

### La morte

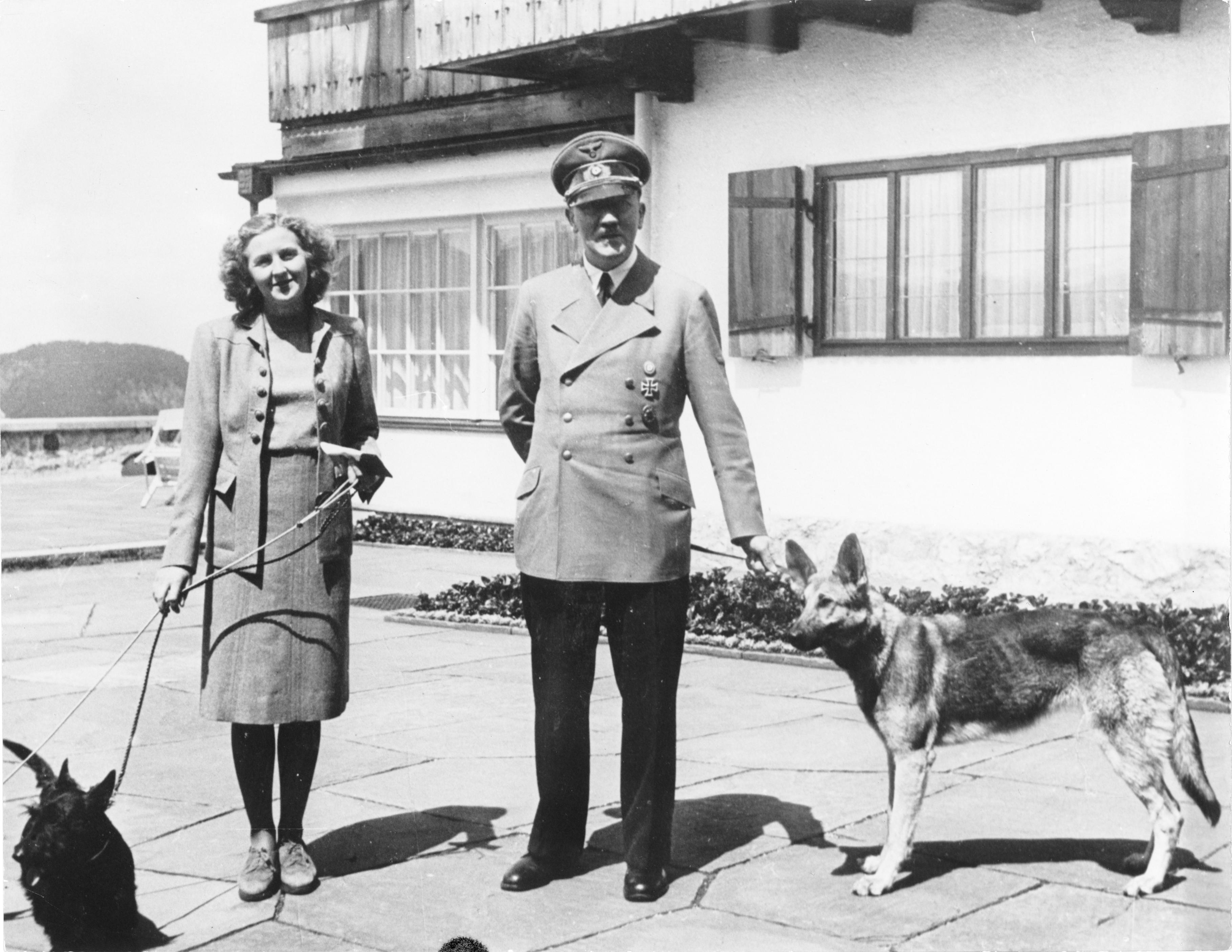
Eva Braun e Hitler con Blondi (giugno 1942)

Hitler e Braun vissero insieme come coniugi nel bunker per meno di quaranta ore: entro l'una di notte del 30 aprile, il generale Wilhelm Keitel riferì a Hitler che tutte le forze armate incaricate di recarsi a soccorso della città di Berlino erano state circondate o costrette a mettersi sulla difensiva. Nella tarda mattinata del 30 aprile, con l’Armata Rossa a meno di quattrocento metri dal bunker, Hitler ebbe un incontro con il generale Helmuth Weidling, che gli annunciò che probabilmente la guarnigione sarebbe stata a corto di munizioni già durante quella notte e che i combattimenti a Berlino sarebbero inevitabilmente giunti al termine entro le successive ventiquattro ore. Weidling chiese a Hitler il permesso per un cessate il fuoco, una richiesta che aveva già inoltrato senza successo prima, ma Hitler non rispose e Weidling tornò al suo quartier generale nel Bendlerblock. Hitler, due segretarie e la sua cuoca personale pranzarono, dopo di che Hitler e Braun diedero i loro addii personali ai membri dello staff del Führerbunker e ai compagni, tra cui Martin Bormann, Joseph Goebbels e la sua famiglia, le segretarie e i diversi ufficiali militari: verso le 14:30 Adolf Hitler ed Eva andarono nello studio personale di Hitler.
Intorno alle 15:30, il cameriere di Hitler Heinz Linge, con Bormann al suo fianco, aprì la porta dello studio notò un odore di mandorle bruciate, un'osservazione comune fatta in presenza di acido prussico, la forma acquosa dell'acido cianidrico. L'aiutante di Hitler, l'SS Sturmbannführer Otto Günsche, entrò anch'egli nello studio e trovò i corpi senza vita sul divano: Eva era a fianco di Hitler, accasciata lontano da lui e Günsche dichiarò che Hitler «aveva del sangue che colava dalla sua tempia di destra. Si era sparato con la sua pistola, una Walther PPK 7.65». La pistola giaceva ai suoi piedi e secondo l'SS-Oberscharführer Rochus Misch la testa di Hitler era distesa sul tavolo davanti a lui. Il sangue che gocciolava dalla tempia destra e dal mento di Hitler aveva formato una grande macchia sul braccio destro del divano e sul tappeto mentre, secondo Linge, il corpo di Eva non aveva ferite fisiche visibili e il suo volto mostrava tipici segni della morte da avvelenamento da cianuro. Günsche e Mohnke affermarono «inequivocabilmente» che tutti gli estranei e tutti coloro che svolgevano funzioni nel bunker «non hanno avuto qualsiasi accesso» all'abitazione privata di Hitler durante l'ora della morte (tra le 15:00 e le 16:00). Günsche lasciò lo studio e annunciò ai gerarchi nazisti e ai generali dell'Alto Comando riuniti nella stanza della mappa che Hitler era morto. I due corpi vennero portati su per le scale e adagiati vicino all'uscita di emergenza del bunker nel giardino dietro alla cancelleria del Reich, dove furono poi cosparsi di benzina. Poiché non si riuscì ad infiammare la benzina ai primi tentativi, Linge ritornò all'interno del bunker con un fitto plico di carte, mentre Bormann accese le carte e gettò la torcia sui corpi: mentre i due cadaveri prendevano fuoco, un piccolo gruppo, tra cui Bormann, Günsche, Linge, Goebbels, Peter Högl, Ewald Lindloff e Hans Reisser, alzò le braccia in segno di saluto.
Verso le 16:15 Linge ordinò all'SS-Untersturmführer Heinz Krüger e all'SS-Oberscharführer Werner Schwiedel di arrotolare il tappeto nello studio di Hitler e di bruciarlo, così i due eseguirono l'ordine. Durante il pomeriggio i sovietici bombardarono la zona intorno alla cancelleria del Reich e le SS portarono altre taniche supplementari di benzina per bruciare ulteriormente i cadaveri, ma Linge più tardi notò che il fuoco non aveva distrutto completamente i resti. Il rogo dei cadaveri durò dalle 16:00 alle 18:30. Intorno alle 18:30 i resti furono inumati da Lindloff e Reisser in un cratere superficiale provocato da una bomba.

### Le conseguenze
La prima avvisaglia verso il mondo esterno che Hitler era morto venne dai tedeschi stessi: il 1º maggio la stazione radio Reichssender di Amburgo interruppe la programmazione per annunciare che presto sarebbe stato trasmesso un importante annuncio e, dopo la drammatica musica funerea di Wagner e Bruckner, il Großadmiral Karl Dönitz annunciò che Hitler era morto. Dönitz invitò il popolo tedesco a piangere Hitler, morto da eroe difendendo la capitale tedesca, mentre in realtà ha preferito evitare la cattura ed è morto suicida. Sperando di salvare l'esercito e la nazione negoziando una resa parziale con gli statunitensi e i britannici, Dönitz autorizzò un ritiro dai combattimenti a ovest e la sua tattica ebbe un parziale successo: permise a circa 1,8 milioni di soldati tedeschi di evitare la cattura da parte dei sovietici, ma il tributo di sangue arrivò a essere spaventosamente elevato, tanto che le truppe continuarono a combattere fino all'8 maggio 1945.
La mattina del 1º maggio 1945, tredici ore dopo l'evento, Stalin venne informato del suicidio di Hitler. Il generale Hans Krebs aveva dato questa informazione al generale sovietico Vasilij Čujkov durante il loro incontro alle 04:00 del 1º maggio, quando i tedeschi tentarono di negoziare termini di resa accettabili. Stalin chiese la resa incondizionata e la conferma che Hitler fosse morto con il ritrovamento del suo cadavere. Nelle prime ore del mattino del 2 maggio i sovietici presero la cancelleria del Reich. Nel Führerbunker il generale Krebs e il generale Burgdorf si suicidarono con un colpo di pistola alla testa.
Il 4 maggio i resti di Hitler, della Braun e di due cani vennero scoperti da un'unità dell'Intelligence dell'Armata Rossa, la SMERŠ, incaricata di trovare il corpo di Hitler: Stalin era cauto nel credere che la sua vecchia nemesi fosse morta. I resti di Hitler e della Braun furono ripetutamente sepolti e riesumati dalla SMERŠ durante il trasferimento verso Magdeburgo mentre gli altri corpi, insieme con i resti carbonizzati del ministro della propaganda Goebbels, di sua moglie Magda e dei loro sei figli, furono invece sepolti in una tomba anonima sotto un tratto lastricato del cortile anteriore della cancelleria del Reich, la cui posizione venne mantenuta segreta.

## Teorie alternative

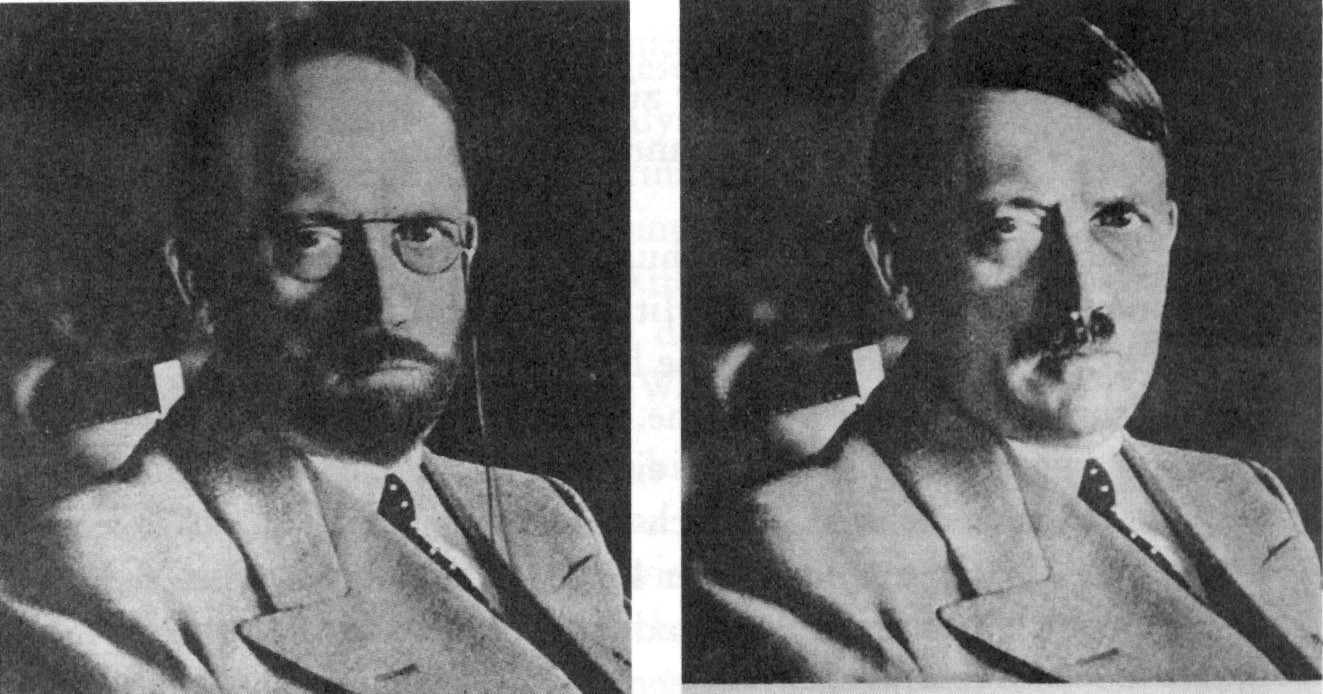
Hitler raffigurato dai Servizi segreti statunitensi nel 1944 per mostrare come poteva cambiare aspetto per sottrarsi alla cattura.

Per volontà politiche, diverse versioni del destino di Hitler sono state diffuse dall'Unione Sovietica: negli anni immediatamente successivi al 1945 i sovietici sostennero che Hitler non fosse morto, ma che venisse in realtà protetto dagli ex alleati occidentali. Ciò venne dichiarato per un certo periodo di tempo, tanto che il rappresentante statunitense al processo di Norimberga, Thomas J. Dodd, affermò: «Nessuno può dire che sia morto». Quando il presidente statunitense Harry Truman chiese a Stalin alla conferenza di Potsdam, nell'agosto del 1945, se Hitler fosse morto, Stalin rispose senza mezzi termini: «No». Tuttavia entro l'11 maggio 1945 i sovietici avevano già confermato attraverso il dentista di Hitler, Hugo Blaschke, e il suo odontotecnico che i resti dentali in loro possesso fossero di Hitler e della Braun. Nel novembre seguente Dick White, allora capo del controspionaggio nel settore britannico di Berlino, incaricò il suo agente Hugh Trevor-Roper di indagare sulla questione per contrastare le pretese sovietiche e le sue scoperte furono scritte in un rapporto e pubblicate in forma di libro nel 1947.

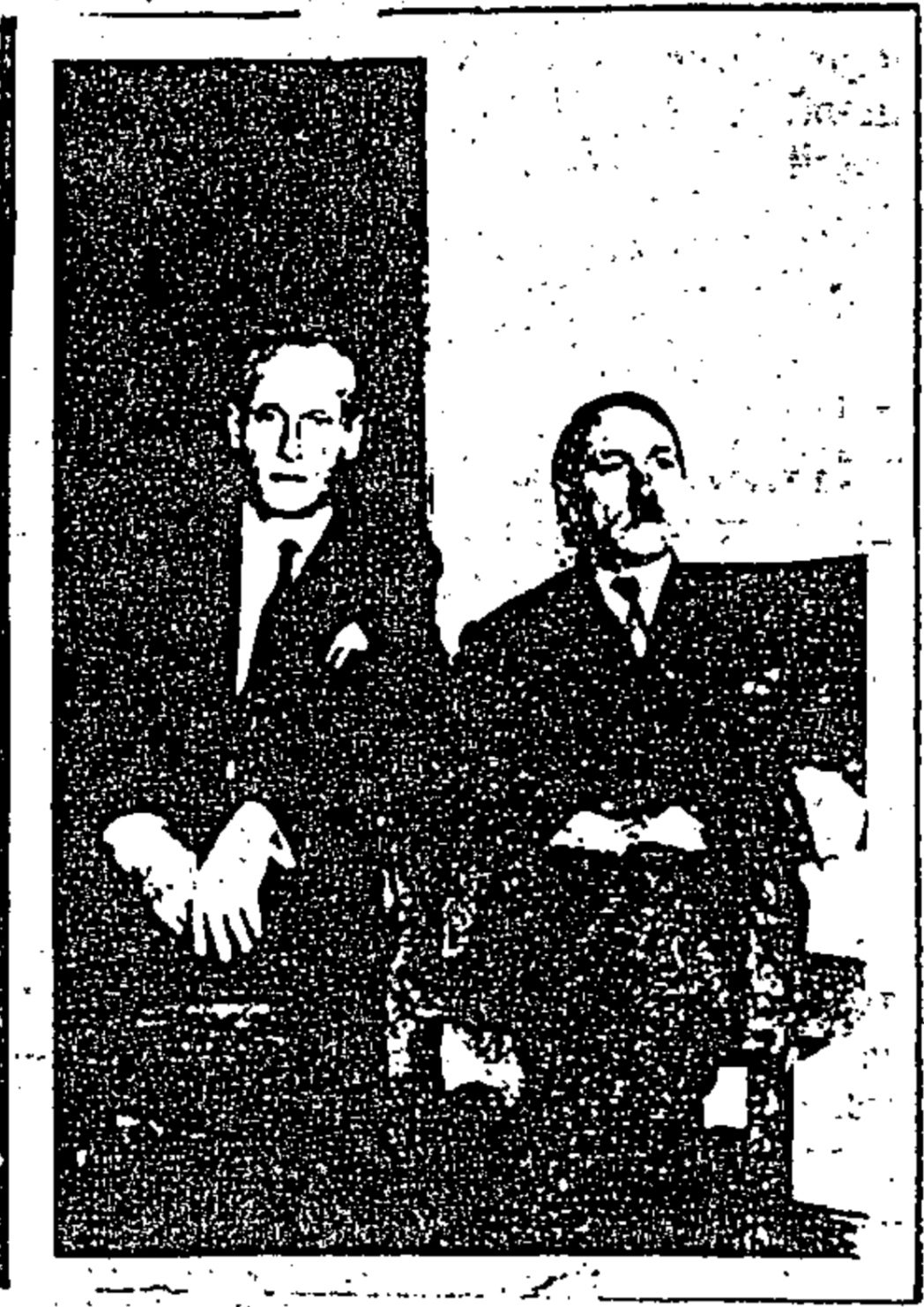
Fotografia del 1954 circa, declassificata in seguito dalla CIA, raffigurante un ex ufficiale delle SS in compagnia di un sosia di Hitler, Adolf Schüttelmayor, all'epoca ritenuto dagli americani un possibile alias di Hitler in persona sopravvissuto. Fu scattata in Colombia dall'agente Phillip Citroen.

Già dopo la fine della seconda guerra mondiale sono sorte alcune teorie alternative sulla scomparsa o sulla sorte dei resti del corpo, ma non trovarono alcuna conferma, anche se vi furono delle discrepanze anche per quanto riguarda la causa della morte: alcune fonti affermarono che morì solamente con il veleno, altre invece sostengono che sopraggiunse per un colpo di pistola auto-inflitto, mentre mordeva una capsula di cianuro. Gli storici moderni hanno respinto queste testimonianze sia come propaganda sovietica, sia come un tentativo di compromesso per conciliare le diverse teorie. Un testimone oculare ha raccontato che vi furono chiari segni di un colpo di pistola sparato attraverso la bocca, tuttavia ciò si è dimostrato improbabile. Vi è stata anche polemica per quanto riguarda l'autenticità del frammento del cranio e della mandibola che sono stati recuperati.
Nel 1969 fu pubblicato in Occidente il libro del giornalista sovietico Lev Bezymenskij sulla morte di Hitler: in esso è incluso il referto dell'autopsia della SMERŠ, ma, per via dei precedenti tentativi di disinformazione, gli storici occidentali lo ritennero inaffidabile.
Nel 1993, con l'apertura di alcuni archivi del disciolto KGB, i documenti concernenti la morte di Hitler hanno ufficialmente confermato la ricostruzione di Hugh Trevor-Roper pubblicata nel libro The Last Days of Hitler (Gli ultimi giorni di Hitler) del 1947 e collimante con quella sovietica, ma nel 2009 i test del DNA effettuati sul frammento del cranio che gli ufficiali sovietici credettero per lungo tempo fosse quello di Hitler, rivelarono che il cranio in realtà era di una donna con meno di quarant'anni di età.

## Destino finale dei resti
Nel 1970 l'agenzia SMERŠ, allora controllata dal KGB, inviò in missione alcuni agenti, nell'allora Repubblica Democratica Tedesca, e, temendo la possibilità che il luogo di sepoltura di Hitler fosse stato reso pubblico, questo sarebbe potuto diventare un santuario neonazista, il direttore del KGB, Jurij Vladimirovič Andropov, autorizzò un'operazione per distruggere i resti che erano stati sepolti a Magdeburgo il 21 febbraio 1946. A una squadra sovietica del KGB furono quindi date delle indicazioni dettagliate sulla sepoltura e il 4 aprile 1970 furono segretamente riesumate cinque casse di legno, contenenti i resti di «dieci o undici corpi [...] in avanzato stato di degrado»; i resti furono completamente bruciati e frantumati e le ceneri furono gettate nel fiume Biederitz, un affluente del vicino fiume Elba presso il "Ponte dei Porci". La squadra era composta dal colonnello Nikolaj Kovalenko, capo della missione, e da due agenti sovietici, a Magdeburgo si aggiunsero anche due soldati tedeschi.
Secondo Ian Kershaw, i cadaveri di Braun e Hitler erano completamente bruciati quando l'Armata Rossa li trovò e solo una mandibola con un intervento odontoiatrico potrebbe essere stata identificata come i resti di Hitler.
Esiste però anche una perizia effettuata nel 2017 da uno patologo francese, Philippe Charlier, che lavorò su autorizzazione dei russi sui resti ancora in loro possesso, dei denti e una parte di cranio con un foro. Secondo questa analisi, documentata in un libro dello scrittore Jean-Christoph Brisard, i resti sarebbero quelli del dittatore tedesco.